# Realtà e fantasia
Realtà e fantasia è una raccolta di Renato Zero, pubblicata nel 1979.

## Descrizione
Realtà e fantasia è la seconda raccolta di Renato Zero, pubblicata dalla RCA Italiana nel 1979.
La raccolta, come la precedente Incontro con Renato Zero, uscì per la Lineatre, serie economica di dischi lanciata nel 1976 dalla RCA indirizzata alle persone più giovani che, magari, non avevano la possibilità di spendere cifre troppo elevate per l'acquisto dei dischi e che grazie a questa soluzione potevano acquistare le raccolte dei loro artisti preferiti a basso costo; il prezzo di un disco, infatti, si aggirava intorno alle 3.000 lire.  
Il disco contiene brani tratti dagli album Trapezio (1976) e Zerofobia (1977). 
Sono presenti anche No! Mamma, no! (originariamente contenuta nell'omonimo album del 1973 e che Zero reinterpretò in versione studio per inserirla in Trapezio) e Inventi. Quest'ultima, in realtà, fa parte dell'album Invenzioni del 1974, ma fu inserita anche in Trapezio; infatti, il cantautore romano, in questo disco, volle dare risalto ad alcuni brani dei suoi primi due dischi che erano rimasti in penombra. Oltre ai due sopracitati, in Trapezio è presente anche il brano Metrò, facente parte sempre di Invenzioni.
La raccolta fu ristampata, insieme a Incontro con Renato Zero e Viaggio a Zerolandia, nel 1990 dalla BMG Ariola in LP, musicassetta e, per la prima volta, in CD. Le immagini di copertina rimasero invariate.
Successivamente, la BMG mise in commercio due riedizioni della raccolta: una nel 1991 e l'altra nel 1997 (andata fuori catalogo nel 2002).
A partire dal 2000, la BMG rimosse il logo Lineatre dalle copertine e cominciò a pubblicare tripli cofanetti contenenti le tre raccolte della Lineatre dedicate a Zero con titoli, grafiche, copertine e packaging differenti per ogni riedizione, tra le quali Renato Zero (2000), Zero - White Collection (2002) e Zero (2003, ristampa dell'edizione precedente con colore e grafica anteriore del box differenti).
Dal 2007, la Sony Music, acquisitrice del catalogo BMG, pubblicò altre ristampe del triplo box: Zero (2007, riedizione del 2002 con piccole modifiche apportate al cofanetto), Renato Zero (2008, titolo ripreso dalla ristampa del 2000), I grandi successi in 3 CD (2011), Tutto in 3 CD (2011), Il meglio in 3 CD (2013) e Grandi successi (2014).

## Tracce
1. No! Mamma, no! – 4:09 (testo: Renatozero e Angelo Filistrucchi – musica: Renatozero)
2. Salvami! – 4:24 (testo: Renatozero – musica: Renatozero e Piero Pintucci)
3. Inventi – 3:30 (testo: Renatozero e Angelo Filistrucchi – musica: Renatozero e Roberto Conrado)
4. Morire qui – 3:39 (Renatozero)
5. Mi vendo – 4:20 (testo: Renatozero – musica: Renatozero e Caviri)
6. Vivo – 3:58 (testo: Franca Evangelisti – musica: Renatozero e E.J. Wright)
7. Madame – 3:49 (testo: Renatozero e Franca Evangelisti – musica: Renatozero e Piero Pintucci)
8. Un uomo da bruciare – 3:38 (testo: Mogol – musica: Renatozero e Piero Pintucci)

Durata totale: 31:27